# Метилмагнийбромид
Метилмагнийбромид — магнийорганическое соединение, реактив Гриньяра с формулой CH3MgBr.

## Получение
Коммерчески доступны растворы метилмагнийбромида в диэтиловом и дибутиловом эфирах, а также в смеси толуола и тетрагидрофурана. Несмотря на это в лабораторных условиях его часто готовят из метилбромида и магния в диэтиловом эфире или тетрагидрофуране. При приготовлении важно обеспечить в системе отсутствие влаги, кислорода и углекислого газа, а сам реагент лучше хранить в атмосфере инертного газа.
Если в реакции необходимо точное соотношение реагентов, то концентрацию реактива Гриньяра определяют обратным титрованием. Для этого к нему сначала добавляют избыток кислоты, которая частично расходуется на гидролиз. Остаток кислоты затем оттитровывают основанием. Этот метод не позволяет отдельно определить загрязняющие реактив Гриньяра гидроксид и алкоголят, возникающие из-за реакции с водой и кислородом, поэтому необходимо применять двойное титрование либо титрование, более специфичное на реактив Гриньяра. Разработан также качественный тест на присутствие реактива Гриньяра, основанный на реакции с кетоном Михлера и образовании малахитового зелёного.

## Строение и физические свойства
Метилмагнийбромид растворим в диэтиловом эфире и тетрагидрофуране и нерастворим в углеводородах. Согласно исследованиям методами ЯМР, ИК, а также кинетическим и калориметрическим экспериментам в растворе в диэтиловом эфире и тетрагидрофуране метилмагнийбромид MeMgBr в реальности представляет собой смесь MeMgBr, Me2Mg и MgBr2, хотя в тетрагидрофуране он преимущественно мономерный, а в эфире более ассоциирован (за исключением низких концентраций). Твёрдое вещество, выделенное из раствора в тетрагидрофуране, имеет состав MeMgBr(THF)3, причём атом магния в нём является пятикоординированным. Из раствора в диэтиловом эфире выделяется твёрдое вещество состава MeMgBr(Et2O)2. При полном удалении эфира остаток содержит лишь Me2Mg и MgBr2.

## Химические свойства
Типичным использованием метилмагнийбромида является его присоединение к различным соединениями: альдегидам, кетонам, производным карбоновых кислот, нитрилам, иминам и др. Также он замещает галогены и подобные уходящие группы. Метилмагнийбромид является менее активным по сравнению с метиллитием, но его используют благодаря большему удобству в обращении. Кроме того, они с метиллитием иногда вступают в реакции с разной региоселективностью и стереоселективностью.
Также метилмагнийбромид является сильным основанием и кислотой Льюиса. Это является как преимуществом, так и недостатком. Например, по этой причине реактивы Гриньяра гидролизуются субстратами, содержащими гидроксильные группы, аминогруппы, а также кислые протоны при С-атомах. С другой стороны, они могут направленно использоваться как основания, например для генерирования енолятов.